# George Bruns
George Bruns (ur. 3 lipca 1914 w Sandy, zm. 23 maja 1983 w Portlandzie) – kompozytor muzyki filmowej i telewizyjnej, za swoją pracę czterokrotnie nominowany do Nagrody Akademii Filmowej.

### Dzieciństwo i studia
George Edward Bruns urodził się 3 lipca 1914 w Sandy w Oregon. Był najstarszym z pięciorga dzieci Edwarda i Augusty Brunsów. Jego ojciec pracował w miejscowym tartaku, dzięki czemu był w stanie opłacić sześcioletniemu George’owi lekcje gry na fortepianie, następnie na tubie i puzonie. Gdy George podrósł, uczył się u dobrze znanego pianisty pochodzącego z Oregonu Denta Moreya.
W 1932 rozpoczął studia na Oregon State Agricultural College (Później Oregon State University), gdzie należał do bractwa Lambda Chi Alpha. W celu opłacenia czesnego grał w zespole ROTC działającym na terenie uczelni. Porzucił studia w wieku dwudziestu lat decydując się na karierę muzyczną.

### Kariera
Pierwszą profesjonalną grupą z którą grał był to lokalny zespół Jim Dericks Orchestra w którym grał na kontrabasie, następnie na krótko przyłączył się do Jack Teagarden's band i później do Harry Owens' Hawaiian Band. W 1946 roku został dyrektorem muzycznym stacji radiowej KEX oraz KOIN  w Portland. Po II wojnie światowej gra w zespołach Rose City Stompers i Castle Jazz Band, po czym tworzy własny zespół składający się głównie z byłych wojskowych, wśród nich trębacz Doc Severinsen. W 1948 roku wyjeżdża do Los Angeles, gdzie gra na tubie i instrumentach dętych dla Turk Murphy's Jazz Band. Pracuje w klubie nocnym wraz ze swoją żoną, piosenkarką Jeanne Gayle. W 1953 roku został zatrudniony przez United Productions of America jako kompozytor muzyki do krótkometrażowej kreskówki "Little Boy with a Big Horn". Pracę z Walt Disney Studios rozpoczyna w 1953 roku gdy to zostaje wynajęty aby skomponować muzykę do Śpiącej królewny. Podczas tej pracy został poproszony o napisanie piosenki która miała wypełniać trzy i pól minutową przerwę w wieloczęściowej serii "Disneyland". George skomponował melodię, podczas gdy Tom Blackburn napisał słowa piosenki "The Ballad of Davy Crockett" znanej z "Davy Crockett, król Pogranicza" (1955). Następnie został wyznaczony do tworzenia muzyki do nadchodzącej serii filmów dla dzieci "The Mickey Mouse Club" (1955).
Spędził prawie 20 lat pracując dla studia Disneya tworząc muzykę do wielu filmów i seriali. Za swoją pracę został czterokrotnie nominowany do Oscara za najlepszą muzykę filmową.

### Późniejsze życie
Po odejściu na emeryturę w 1976 roku Bruns wrócił do Sandy w stanie Oregon. Nauczał na Lewis & Clark College w niepełnym wymiarze godzin i jednocześnie grał i komponował. Nagrał w tym czasie przynajmniej jeden album jazzowy pod własnym nazwiskiem ale nie został on dystrybuowany na kraj.

### Śmierć
Zmarł na atak serca 23 maja 1983 roku w szpitalu w Portlandzie. W 2001 został uhonorowany Disney Legends.

## Nagrody
- Nominacja do Oscara za najlepszą muzykę filmową:
  - 1974 – Robin Hood za utwór zatytułowany "Love"
  - 1964 – Miecz w kamieniu
  - 1962 – W krainie zabawek
  - 1960 – Śpiąca królewna

## Filmografia
Komponował muzykę wykorzystaną w następujących filmach i serialach:

### Filmy
- 1999: Michelle Kwan Skates to Disney’s Greatest Hits
- 1974: Garbi znowu w trasie
- 1973: Robin Hood
- 1973: VD Attack Plan (short)
- 1970: Aryskotraci
- 1970: Dad... Can I Borrow the Car?
- 1970: Lunch Money
- 1970: Wacky Zoo of Morgan City
- 1970: I’m No Fool with Electricity
- 1969: It’s Tough to Be a Bird
- 1969: The Fight
- 1969: The Social Side of Health
- 1969: The Game
- 1969: The Project
- 1968: Kochany Chrabąszcz
- 1968: The Horse in the Gray Flannel Suit
- 1968: Daring Game
- 1968: The Young Loner
- 1967: Księga dżungli
- 1967: The Adventures of Bullwhip Griffin
- 1967: Island of the Lost
- 1967: A Boy Called Nuthin’
- 1966: The Fighting Prince of Donegal
- 1966: Za mną chłopcy!
- 1966: The Ugly Dachshund
- 1966: Mosby’s Marauders
- 1965: Goofy’s Freeway Troubles
- 1965: Donald’s Fire Survival Plan
- 1965: Freewayphobia#1
- 1964: The Restless Sea
- 1963: Miecz w kamieniu
- 1963: Flubber – Mikstura profesora
- 1962: The Mooncussers
- 1961: Latający profesor
- 1961: The Saga of Windwagon Smith
- 1961: 101 Dalmatynczyków
- 1961: W krainie zabawek
- 1960: Goliath II
- 1959: Arka Noego
- 1959: Eyes in Outer Space
- 1959: Disneyland '59
- 1959: Śpiąca królewna
- 1958: Paul Bunyan
- 1958: Tonka
- 1957: The Truth About Mother Goose
- 1957: Johnny Tremain
- 1957: I’m No Fool with Electricity
- 1957: Cosmic Capers
- 1957: The Saga of Andy Burnett
- 1956: Wozy jadą na Zachód
- 1956: Kowboj musi mieć konia
- 1956: In the Bag
- 1956: Jack and Old Mac
- 1956: Davy Crockett and the River Pirates
- 1955: Davy Crockett, król pogranicza
- 1955: Man in Space
- 1954: How Now Boing Boing
- 1954: Kangaroo Courting
- 1954: Fudget’s Budget
- 1953: Magoo’s Masterpiece
- 1953: Christopher Crumpet
- 1953: Little Boy with a Big Horn
- 1952: Captains Outrageous

### Seriale
- 1967–1968: Cowboy in Africa
- 1963: Beetle Bailey
- 1961–1962: Calvin and the Colonel
- 1958–1961: Texas John Slaughter
- 1957–1959: Zorro
- 1955–1959: Mickey Mouse Club
- 1954–1970: Disneyland